# Susa (Líbia)
Susa (Susah) é uma cidade da Líbia situada no distrito de Jabal Acdar.